# Isabell Mixter
Sofia Isabell Mixter, född 20 juni 1989 i Lits församling i Jämtlands län, är en svensk politiker (vänsterpartist). Hon är ordinarie riksdagsledamot sedan 2022, invald för Västernorrlands läns valkrets.
I riksdagen är hon suppleant i arbetsmarknadsutskottet och socialförsäkringsutskottet. Mixter är även kvittningsperson sedan 2022.